# Mistrovství světa juniorů v orientačním běhu 2022
Juniorské mistrovství světa v orientačním běhu 2022 (Junior World Orienteering Championships 2022) se uskutečnilo ve dnech 10.–16. července 2022 v okolí města Aguiar da Beira, Portugalsko (sprint disciplíny) a 2.-6. listopadu 2022 (lesní disciplíny) tamtéž. Tato prestižní akce přivítala nejlepší juniorské orientační běžce z celého světa, kteří soutěžili v náročných terénech portugalského regionu. 

## Program Juniorského mistrovství světa v orientačním běhu 2022
Závody proběhly v různých terénech v okolí Aguiar da Beira, poskytujících rozmanité výzvy pro mladé závodníky.
| Aguiar da Beira Centrum Mistrovství světa juniorů 2022 – AGUIAR DA BEIRA, PORTUGALSKO | Datum             | Závod (sprint)  | Místo konání        |
| ------------------------------------------------------------------------------------- | ----------------- | --------------- | ------------------- |
| Aguiar da Beira Centrum Mistrovství světa juniorů 2022 – AGUIAR DA BEIRA, PORTUGALSKO | 11. července 2022 | Sprint          | Carapito            |
| Aguiar da Beira Centrum Mistrovství světa juniorů 2022 – AGUIAR DA BEIRA, PORTUGALSKO | 13. července 2022 | Sprint štafety  | Carapito            |
| Aguiar da Beira Centrum Mistrovství světa juniorů 2022 – AGUIAR DA BEIRA, PORTUGALSKO | 15. července 2022 | Urban štafety   | Carapito            |
| Aguiar da Beira Centrum Mistrovství světa juniorů 2022 – AGUIAR DA BEIRA, PORTUGALSKO | Datum             | Závod (lesní)   | Místo konání        |
| Aguiar da Beira Centrum Mistrovství světa juniorů 2022 – AGUIAR DA BEIRA, PORTUGALSKO | 4. listopadu 2022 | Middle distance | Quinta das Lameiras |
| Aguiar da Beira Centrum Mistrovství světa juniorů 2022 – AGUIAR DA BEIRA, PORTUGALSKO | 5. listopadu 2022 | Štafety         | Quinta das Lameiras |
| Aguiar da Beira Centrum Mistrovství světa juniorů 2022 – AGUIAR DA BEIRA, PORTUGALSKO | 6. listopadu 2022 | Long distance   | Carapito            |

## Sprint
| Zkrácené výsledky – Sprint                                    | Zkrácené výsledky – Sprint                                    | Zkrácené výsledky – Sprint                                    | Zkrácené výsledky – Sprint                                    | Zkrácené výsledky – Sprint                                   | Zkrácené výsledky – Sprint                                   | Zkrácené výsledky – Sprint                                   | Zkrácené výsledky – Sprint                                   |
| Muži                                                          | Muži                                                          | Muži                                                          | Muži                                                          | Ženy                                                         | Ženy                                                         | Ženy                                                         | Ženy                                                         |
| ------------------------------------------------------------- | ------------------------------------------------------------- | ------------------------------------------------------------- | ------------------------------------------------------------- | ------------------------------------------------------------ | ------------------------------------------------------------ | ------------------------------------------------------------ | ------------------------------------------------------------ |
| - Traťové parametry: 3 300 m, 157 závodníků - Mapa: neuvedeno | - Traťové parametry: 3 300 m, 157 závodníků - Mapa: neuvedeno | - Traťové parametry: 3 300 m, 157 závodníků - Mapa: neuvedeno | - Traťové parametry: 3 300 m, 157 závodníků - Mapa: neuvedeno | - Traťové parametry: 3 000 m, 149 závodnic - Mapa: neuvedeno | - Traťové parametry: 3 000 m, 149 závodnic - Mapa: neuvedeno | - Traťové parametry: 3 000 m, 149 závodnic - Mapa: neuvedeno | - Traťové parametry: 3 000 m, 149 závodnic - Mapa: neuvedeno |
| Umístění                                                      | Jméno                                                         | Čas                                                           | Ztráta                                                        | Umístění                                                     | Jméno                                                        | Čas                                                          | Ztráta                                                       |
| Zlatá medaile                                                 | Axel Elmblad                                                  | 13:45                                                         | –                                                             | Zlatá medaile                                                | Elisa Mattila                                                | 14:57                                                        | –                                                            |
| Stříbrná medaile                                              | Tobias Alstad                                                 | 14:11                                                         | +0:26                                                         | Stříbrná medaile                                             | Lilly Graber                                                 | 15:10                                                        | +0:13                                                        |
| Bronzová medaile                                              | Mikkel Holt                                                   | 14:13                                                         | +0:28                                                         | Bronzová medaile                                             | Anna Karlova                                                 | 15:16                                                        | +0:19                                                        |
| 4                                                             | Ilian Angeli                                                  | 14:13                                                         | +0:28                                                         | 4                                                            | Pia Young Vik                                                | 15:20                                                        | +0:23                                                        |
| 5                                                             | Basile Basset                                                 | 14:13                                                         | +0:28                                                         | 5                                                            | Hanne Hilo                                                   | 15:22                                                        | +0:25                                                        |
| 6                                                             | Pablo Ferrando                                                | 14 :23                                                        | +0 :38                                                        | 6                                                            | Tifenn Moulet                                                | 15 :22                                                       | +0 :25                                                       |
| 7                                                             | Benjamin Wey                                                  | 14 :25                                                        | +0 :40                                                        | 7                                                            | Viktoria Mag                                                 | 15 :26                                                       | +0 :29                                                       |
| 8                                                             | Touko Seppa                                                   | 14 :29                                                        | +0 :44                                                        | 8                                                            | Boglarka Czako                                               | 15 :46                                                       | +0 :49                                                       |

## Smíšené štafety (sprint)
| Zkrácené výsledky                                            | Zkrácené výsledky                                                                           | Zkrácené výsledky | Zkrácené výsledky |
| Sprint štafety                                               | Sprint štafety                                                                              | Sprint štafety    | Sprint štafety    |
| ------------------------------------------------------------ | ------------------------------------------------------------------------------------------- | ----------------- | ----------------- |
| - Traťové parametry: neuvedeno - Mapa: neuvedeno - 53 štafet |                                                                                             |                   |                   |
| Umístění                                                     | Jména                                                                                       | Čas               | Ztráta            |
| Zlatá medaile                                                | Norsko 1 (Oda Scheele, Mikkel Holt, Tobias Alstad, Pia Young Vik)                           | 57:50             | –                 |
| Stříbrná medaile                                             | Maďarsko 1 (Boglarka Czako, Peter Nagy, Zoltan Bujdoso, Rita Maramarosi)                    | 57:52             | +0:02             |
| Bronzová medaile                                             | Česko 1 (Anna Karlova, Jakub Chaloupsky, Daniel Bolehovsky, Marketa Mulickova)              | 57:55             | +0:05             |
| 4                                                            | Finsko 1 (Hanne Hilo, Aaro Ojala, Touko Seppa, Elisa Mattila)                               | 58:08             | +0:18             |
| 5                                                            | Švédsko 1 (Alva Bjork, Noel Braun, Axel Elmblad, Elsa Sonesson)                             | 58:12             | +0:22             |
| 6                                                            | Švýcarsko 1(Lilly Graber ,Joschi Schmid ,Pascal Schaerer ,Sanna Hotz )                      | 58 :18            | +0 :28            |
| 7                                                            | Španělsko 1(Lucia Misas Bernardino ,Pablo Ferrando ,Gonzalo Ferrando ,Nerea Gonzalez )      | 59 :59            | +2 :09            |
| 8                                                            | Dánsko 1(Amalie Ertmann ,Oscar David Brom Jensen ,Jonas Damm Als ,Eva Ormhagen Joergensen ) | 1 :01 :01         | +3 :11            |

## Urban štafety (sprint)
| Zkrácené výsledky – Urban Relay (JWOC 2022)                  | Zkrácené výsledky – Urban Relay (JWOC 2022)                           | Zkrácené výsledky – Urban Relay (JWOC 2022)                  | Zkrácené výsledky – Urban Relay (JWOC 2022)                  | Zkrácené výsledky – Urban Relay (JWOC 2022)                  | Zkrácené výsledky – Urban Relay (JWOC 2022)                       | Zkrácené výsledky – Urban Relay (JWOC 2022)                  | Zkrácené výsledky – Urban Relay (JWOC 2022)                  |
| Muži                                                         | Muži                                                                  | Muži                                                         | Muži                                                         | Ženy                                                         | Ženy                                                              | Ženy                                                         | Ženy                                                         |
| ------------------------------------------------------------ | --------------------------------------------------------------------- | ------------------------------------------------------------ | ------------------------------------------------------------ | ------------------------------------------------------------ | ----------------------------------------------------------------- | ------------------------------------------------------------ | ------------------------------------------------------------ |
| - Traťové parametry: neuvedeno - Mapa: neuvedeno - 54 štafet | - Traťové parametry: neuvedeno - Mapa: neuvedeno - 54 štafet          | - Traťové parametry: neuvedeno - Mapa: neuvedeno - 54 štafet | - Traťové parametry: neuvedeno - Mapa: neuvedeno - 54 štafet | - Traťové parametry: neuvedeno - Mapa: neuvedeno - 48 štafet | - Traťové parametry: neuvedeno - Mapa: neuvedeno - 48 štafet      | - Traťové parametry: neuvedeno - Mapa: neuvedeno - 48 štafet | - Traťové parametry: neuvedeno - Mapa: neuvedeno - 48 štafet |
| Umístění                                                     | Tým a závodníci                                                       | Čas                                                          | Ztráta                                                       | Umístění                                                     | Tým a závodnice                                                   | Čas                                                          | Ztráta                                                       |
| Zlatá medaile                                                | Francie 1 (Mathias Barros Vallet, Basile Basset, Guilhem Verove)      | 49:15                                                        | –                                                            | Zlatá medaile                                                | Maďarsko 1 (Boglarka Czako, Viktoria Mag, Rita Maramarosi)        | 57:41                                                        | –                                                            |
| Stříbrná medaile                                             | Švýcarsko 1 (Benjamin Wey, Dominic Mueller, Pascal Schaerer)          | 49:32                                                        | +0:17                                                        | Stříbrná medaile                                             | Finsko 1 (Hanne Hilo, Elisa Mattila, Silva Kemppi)                | 57:44                                                        | +0:03                                                        |
| Bronzová medaile                                             | Norsko 1 (Mikkel Holt, Brage Takle, Tobias Alstad)                    | 50:23                                                        | +1:08                                                        | Bronzová medaile                                             | Švédsko 1 (Alva Bjork, Eleonora Alinder, Elsa Sonesson)           | 58:58                                                        | +1:17                                                        |
| 4                                                            | Španělsko 1 (Gustav Wiren Gonzalez, Gonzalo Ferrando, Pablo Ferrando) | 50:47                                                        | +1:32                                                        | 4                                                            | Norsko 1 (Alva Marika Niklasson, Oda Scheele, Pia Young Vik)      | 59:14                                                        | +1:33                                                        |
| 5                                                            | Česko 1 (Vit Cech, Daniel Bolehovsky, Jakub Chaloupsky)               | 51:43                                                        | +2:28                                                        | 5                                                            | Česko 1 (Anna Karlova, Lucie Semikova, Marketa Mulickova)         | 1:00:23                                                      | +2:42                                                        |
| 6                                                            | Německo 1(Konstantin Kunckel ,Lucas Imbsweiler ,Anselm Reichenbach )  | 51 :57                                                       | +2 :42                                                       | 6                                                            | Švédsko 2(Hilda Johansson ,Lisa Akesson ,Amanda Granqvist )       | 1 :01 :11                                                    | +3 :30                                                       |
| 7                                                            | Izrael 1(Matan Ivri ,Peleg Mitzafon ,Rotem Yasur )                    | 52 :14                                                       | +2 :59                                                       | 7                                                            | Česko 2(Jana Pekarova ,Michaela Dittrichova ,Michaela Metelkova ) | 1 :02 :44                                                    | +5 :03                                                       |
| 8                                                            | Velká Británie 1(Jim Bailey ,Matthew Gooch ,Oliver Tonge )            | 52 :26                                                       | +3 :11                                                       | 8                                                            | Finsko 2(Eeva Liina Ojanaho ,Sabina Aumo ,Elli Punto )            | 1 :02 :51                                                    | +5 :10                                                       |

## Middle (lesní)
| Zkrácené výsledky – Middle                                       | Zkrácené výsledky – Middle                                       | Zkrácené výsledky – Middle                                       | Zkrácené výsledky – Middle                                       | Zkrácené výsledky – Middle                                      | Zkrácené výsledky – Middle                                      | Zkrácené výsledky – Middle                                      | Zkrácené výsledky – Middle                                      |
| Muži                                                             | Muži                                                             | Muži                                                             | Muži                                                             | Ženy                                                            | Ženy                                                            | Ženy                                                            | Ženy                                                            |
| ---------------------------------------------------------------- | ---------------------------------------------------------------- | ---------------------------------------------------------------- | ---------------------------------------------------------------- | --------------------------------------------------------------- | --------------------------------------------------------------- | --------------------------------------------------------------- | --------------------------------------------------------------- |
| - Traťové parametry: neuvedeno - Mapa: neuvedeno - 157 závodníků | - Traťové parametry: neuvedeno - Mapa: neuvedeno - 157 závodníků | - Traťové parametry: neuvedeno - Mapa: neuvedeno - 157 závodníků | - Traťové parametry: neuvedeno - Mapa: neuvedeno - 157 závodníků | - Traťové parametry: neuvedeno - Mapa: neuvedeno - 149 závodnic | - Traťové parametry: neuvedeno - Mapa: neuvedeno - 149 závodnic | - Traťové parametry: neuvedeno - Mapa: neuvedeno - 149 závodnic | - Traťové parametry: neuvedeno - Mapa: neuvedeno - 149 závodnic |
| Umístění                                                         | Jméno                                                            | Čas                                                              | Ztráta                                                           | Umístění                                                        | Jméno                                                           | Čas                                                             | Ztráta                                                          |
| Zlatá medaile                                                    | Zoltan Bujdoso                                                   | 24:20                                                            | –                                                                | Zlatá medaile                                                   | Hanna Lundberg                                                  | 23:18                                                           | –                                                               |
| Stříbrná medaile                                                 | Edvin Nilsson                                                    | 24:39                                                            | +0:19                                                            | Stříbrná medaile                                                | Elsa Sonesson                                                   | 26:08                                                           | +2:50                                                           |
| Bronzová medaile                                                 | Touko Seppa                                                      | 24:42                                                            | +0:22                                                            | Bronzová medaile                                                | Eeva Liina Ojanaho                                              | 26:28                                                           | +3:10                                                           |
| 4                                                                | Kornelius Kriszat Lovfald                                        | 24:46                                                            | +0:26                                                            | 4                                                               | Rita Maramarosi                                                 | 27:07                                                           | +3:49                                                           |
| 5                                                                | Jakub Chaloupsky                                                 | 24:47                                                            | +0:27                                                            | 5                                                               | Salla Isoherranen                                               | 27:12                                                           | +3:54                                                           |
| 6                                                                | Ilian Angeli                                                     | 25 :15                                                           | +0 :55                                                           | 6                                                               | Alina Niggli                                                    | 27 :30                                                          | +4 :12                                                          |
| 7                                                                | Basile Basset                                                    | 25 :24                                                           | +1 :04                                                           | 7                                                               | Sanna Hotz                                                      | 27 :38                                                          | +4 :20                                                          |
| 8                                                                | Gustav Wiren Gonzalez                                            | 25 :26                                                           | +1 :06                                                           | 8                                                               | Elsa Ankelo                                                     | 27 :40                                                          | +4 :22                                                          |

## Štafety (lesní)
| Zkrácené výsledky – Štafety 2022                             | Zkrácené výsledky – Štafety 2022                                        | Zkrácené výsledky – Štafety 2022                             | Zkrácené výsledky – Štafety 2022                             | Zkrácené výsledky – Štafety 2022                             | Zkrácené výsledky – Štafety 2022                                      | Zkrácené výsledky – Štafety 2022                             | Zkrácené výsledky – Štafety 2022                             |
| Muži                                                         | Muži                                                                    | Muži                                                         | Muži                                                         | Ženy                                                         | Ženy                                                                  | Ženy                                                         | Ženy                                                         |
| ------------------------------------------------------------ | ----------------------------------------------------------------------- | ------------------------------------------------------------ | ------------------------------------------------------------ | ------------------------------------------------------------ | --------------------------------------------------------------------- | ------------------------------------------------------------ | ------------------------------------------------------------ |
| - Traťové parametry: neuvedeno - Mapa: neuvedeno - 43 štafet | - Traťové parametry: neuvedeno - Mapa: neuvedeno - 43 štafet            | - Traťové parametry: neuvedeno - Mapa: neuvedeno - 43 štafet | - Traťové parametry: neuvedeno - Mapa: neuvedeno - 43 štafet | - Traťové parametry: neuvedeno - Mapa: neuvedeno - 36 štafet | - Traťové parametry: neuvedeno - Mapa: neuvedeno - 36 štafet          | - Traťové parametry: neuvedeno - Mapa: neuvedeno - 36 štafet | - Traťové parametry: neuvedeno - Mapa: neuvedeno - 36 štafet |
| Umístění                                                     | Tým a závodníci (Muži)                                                  | Čas (Muži)                                                   | Ztráta                                                       | Umístění                                                     | Tým a závodnice (Ženy)                                                | Čas (Ženy)                                                   | Ztráta                                                       |
| Zlatá medaile                                                | Švédsko 1 (Jesper Johansson, Edvin Nilsson, Noel Braun)                 | 1:29:19                                                      | –                                                            | Zlatá medaile                                                | Švédsko 1 (Hilda Holmqvist Johansson, Elsa Sonesson, Hanna Lundberg)  | 1:26:06                                                      | –                                                            |
| Stříbrná medaile                                             | Finsko 1 (Aaro Ojala, Akseli Virtanen, Touko Seppa)                     | 1:30:15                                                      | +0:56                                                        | Stříbrná medaile                                             | Maďarsko 1 (Boglarka Czako, Viktoria Mag, Rita Maramarosi)            | 1:30:13                                                      | +4:07                                                        |
| Bronzová medaile                                             | Norsko 1 (Mikkel Holt, Martin Vehus Skjerve, Kornelius Kriszat Lovfald) | 1:30:46                                                      | +1:27                                                        | Bronzová medaile                                             | Finsko 1 (Elsa Ankelo, Salla Isoherranen, Eeva Liina Ojanaho)         | 1:30:57                                                      | +4:51                                                        |
| 4                                                            | Švýcarsko 1 (Benjamin Wey, Pascal Schaerer, Florian Freuler)            | 1:32:15                                                      | +2:56                                                        | 4                                                            | Švýcarsko 2 (Annick Meister, Ines Berger, Alina Niggli)               | 1:33:19                                                      | +7:13                                                        |
| 5                                                            | Španělsko 1 (Pablo Ferrando, Gonzalo Ferrando, Gustav Wiren Gonzalez)   | 1:33:17                                                      | +3:58                                                        | 5                                                            | Česko 2 (Jana Pekarova, Lucie Semikova, Ema Cerna)                    | 1:36:15                                                      | +10:09                                                       |
| 6                                                            | Francie 1(Nathan Marchand ,Thomas Radondy ,Basile Basset )              | 1 :34 :42                                                    | +5 :23                                                       | 6                                                            | Norsko 1(Aasne Haavengen ,Oda Scheele ,Pia Young Vik )                | 1 :36 :26                                                    | +10 :20                                                      |
| 7                                                            | Maďarsko 2(Peter Nagy ,Peter Gonczci ,Zoltan Bujdoso )                  | 1 :34 :47                                                    | +5 :28                                                       | 7                                                            | Francie 1(Tifenn Moulet ,Diane Body ,Alix Villar )                    | 1 :39 :26                                                    | +13 :20                                                      |
| 8                                                            | Dánsko 1(Theis Munkved ,Asbjorn Kaltoft ,Oscar David Brom Jensen )      | 1 :35 :31                                                    | +6 :12                                                       | 8                                                            | Španělsko 1(Nerea Gonzalez ,Lucia Misas Bernardino ,Patricia Toledo ) | 1 :40 :51                                                    | +14 :45                                                      |

## Long (lesní)
| Zkrácené výsledky – Long                                       | Zkrácené výsledky – Long                                       | Zkrácené výsledky – Long                                       | Zkrácené výsledky – Long                                       | Zkrácené výsledky – Long                                     | Zkrácené výsledky – Long                                     | Zkrácené výsledky – Long                                     | Zkrácené výsledky – Long                                     |
| Muži                                                           | Muži                                                           | Muži                                                           | Muži                                                           | Ženy                                                         | Ženy                                                         | Ženy                                                         | Ženy                                                         |
| -------------------------------------------------------------- | -------------------------------------------------------------- | -------------------------------------------------------------- | -------------------------------------------------------------- | ------------------------------------------------------------ | ------------------------------------------------------------ | ------------------------------------------------------------ | ------------------------------------------------------------ |
| - Traťové parametry: 10 750 m, 125 závodníků - Mapa: neuvedeno | - Traťové parametry: 10 750 m, 125 závodníků - Mapa: neuvedeno | - Traťové parametry: 10 750 m, 125 závodníků - Mapa: neuvedeno | - Traťové parametry: 10 750 m, 125 závodníků - Mapa: neuvedeno | - Traťové parametry: 7 350 m, 110 závodnic - Mapa: neuvedeno | - Traťové parametry: 7 350 m, 110 závodnic - Mapa: neuvedeno | - Traťové parametry: 7 350 m, 110 závodnic - Mapa: neuvedeno | - Traťové parametry: 7 350 m, 110 závodnic - Mapa: neuvedeno |
| Umístění                                                       | Jméno                                                          | Čas                                                            | Ztráta                                                         | Umístění                                                     | Jméno                                                        | Čas                                                          | Ztráta                                                       |
| Zlatá medaile                                                  | Noel Braun                                                     | 1:10:11                                                        | –                                                              | Zlatá medaile                                                | Hanna Lundberg                                               | 53:14                                                        | –                                                            |
| Stříbrná medaile                                               | Kornelius Kriszat-Lovfald                                      | 1:10:28                                                        | +0:17                                                          | Stříbrná medaile                                             | Eeva Liina Ojanaho                                           | 56:13                                                        | +2:59                                                        |
| Bronzová medaile                                               | Touko Seppa                                                    | 1:11:42                                                        | +1:31                                                          | Bronzová medaile                                             | Oda Scheele                                                  | 57:39                                                        | +4:25                                                        |
| 4                                                              | Jakub Chaloupsky                                               | 1:13:39                                                        | +3:28                                                          | 4                                                            | Hilda Holmqvist-Johansson                                    | 59:38                                                        | +6:24                                                        |
| 5                                                              | Ilian Angeli                                                   | 1:13:48                                                        | +3:37                                                          | 5                                                            | Elsa Sonesson                                                | 59:54                                                        | +6:40                                                        |
| 6                                                              | Zoltan Bujdoso                                                 | 1 :15 :06                                                      | +4 :55                                                         | 6                                                            | Sabina Aumo                                                  | 1 :00 :51                                                    | +7 :37                                                       |
| 7                                                              | Martin Vehus Skjerve                                           | 1 :15 :08                                                      | +4 :57                                                         | 7                                                            | Sanna Hotz                                                   | 1 :01 :03                                                    | +7 :49                                                       |
| 8                                                              | Thomas Radondy                                                 | 1 :15 :16                                                      | +5 :05                                                         | 8                                                            | Lilly Graber                                                 | 1 :01 :03                                                    | +7 :49                                                       |